# Tatra 613
Tatra-613 — чехословацький легковий автомобіль вищого класу, який виготовлявся компанією Tatra з 1974 по 1996 рік. Всього виготовлено 11 009 автомобілів.

## Історія

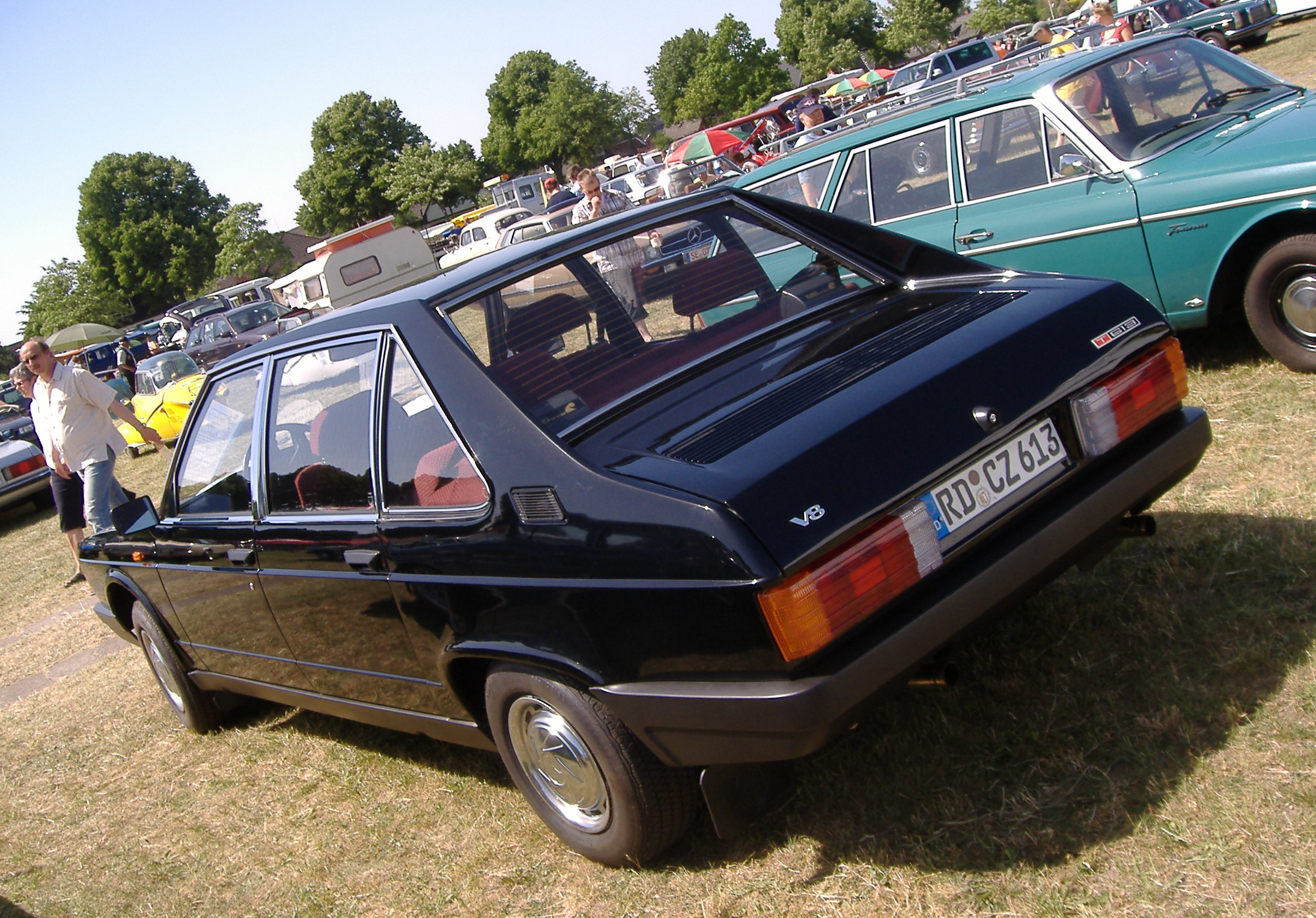

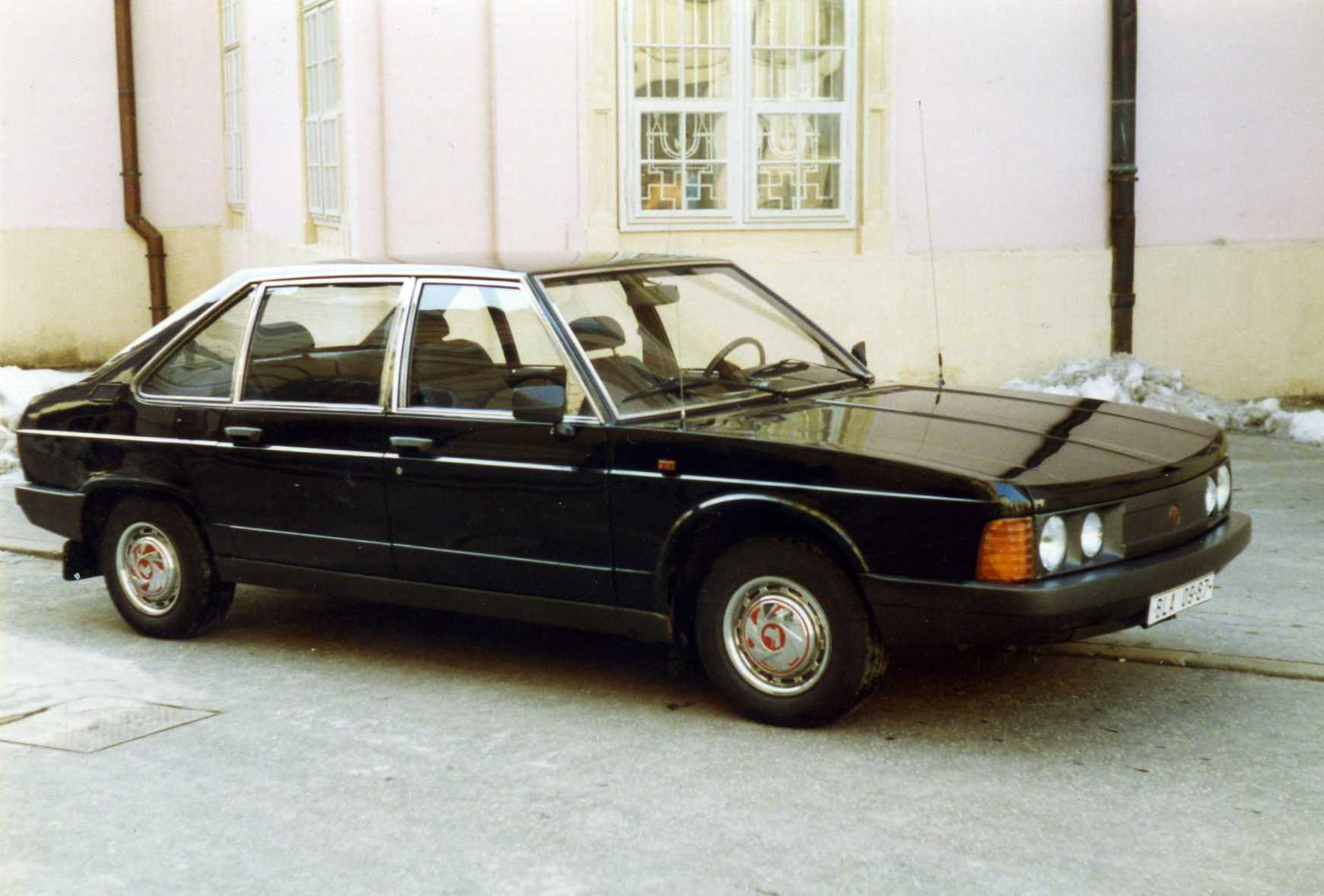
Tatra 613-3

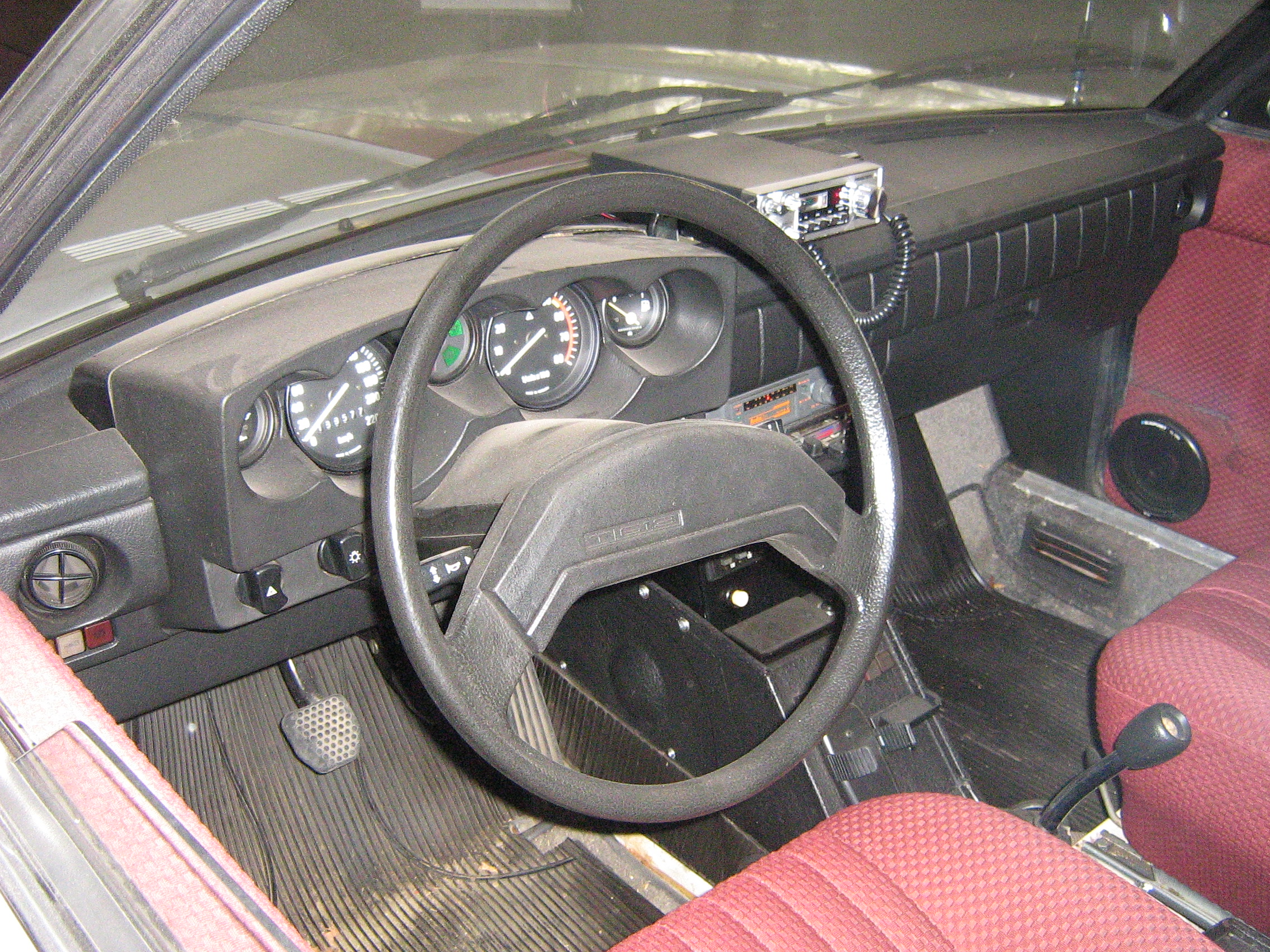
Tatra 613

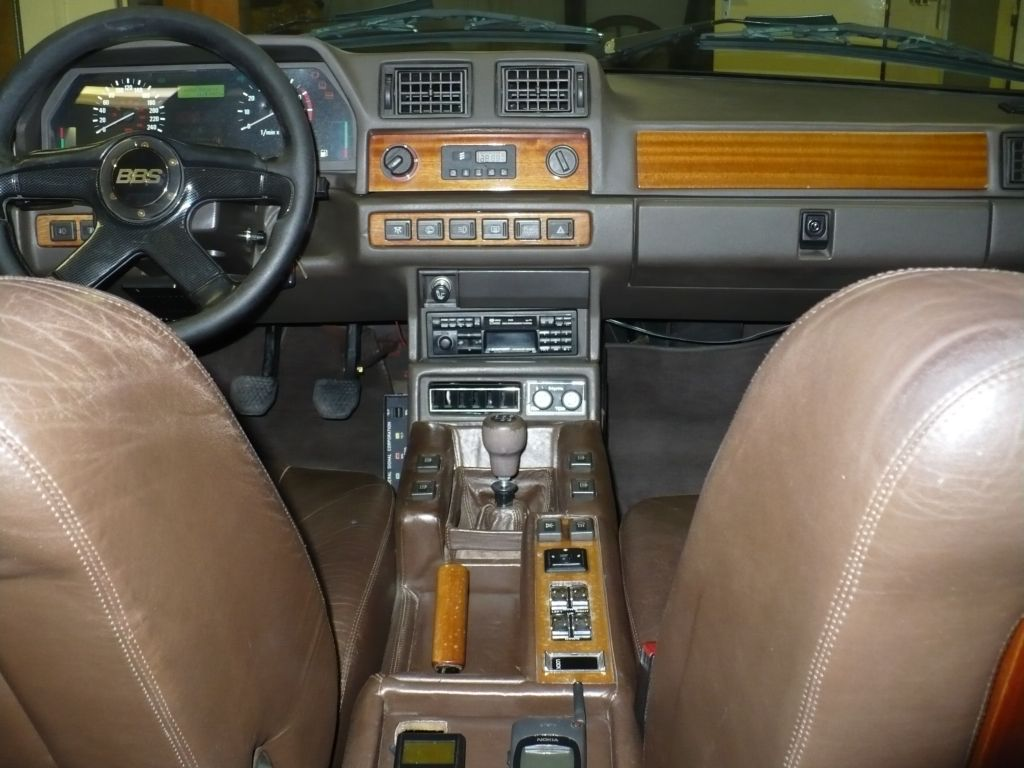
Tatra 613-4 Mi

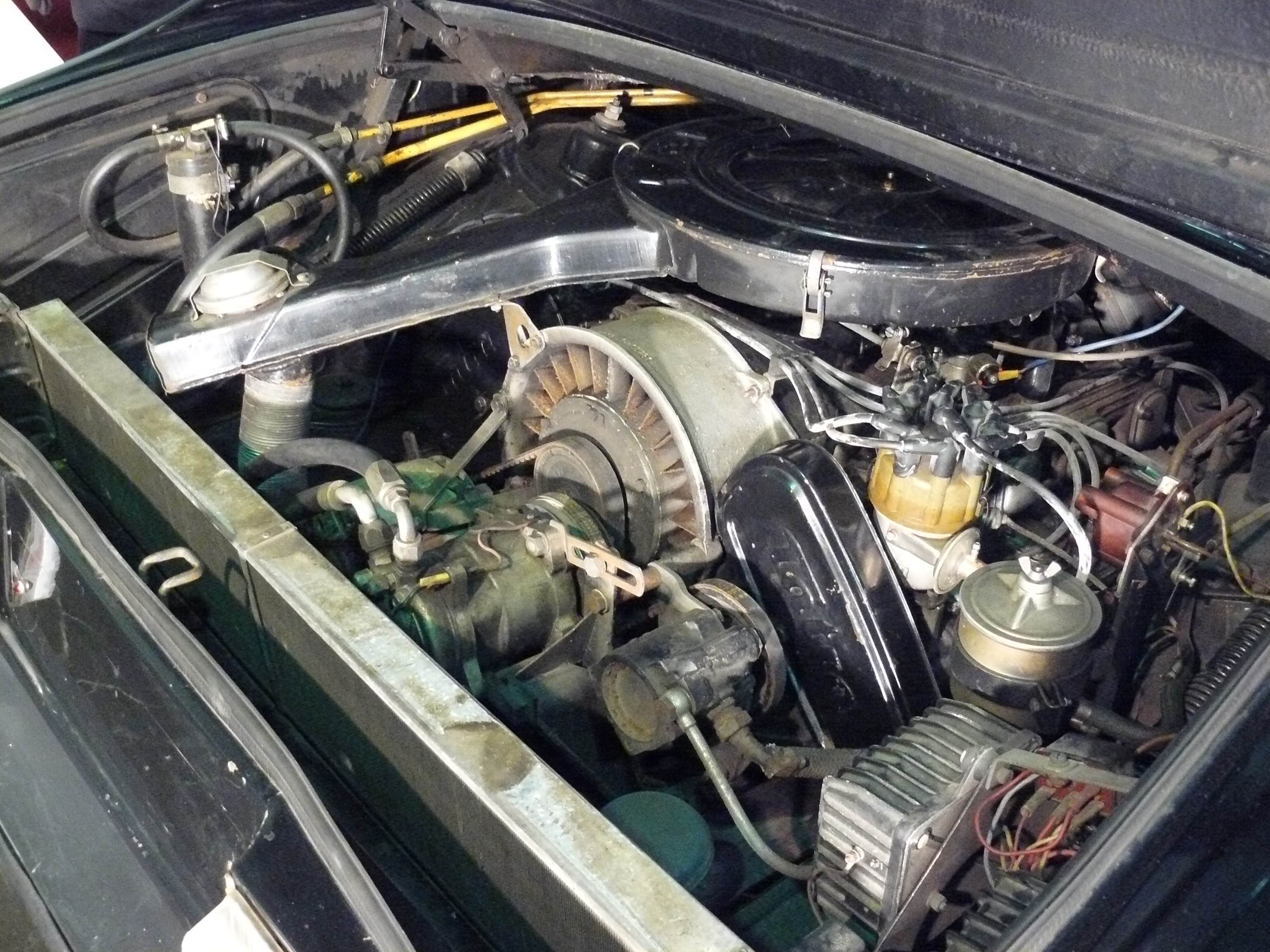

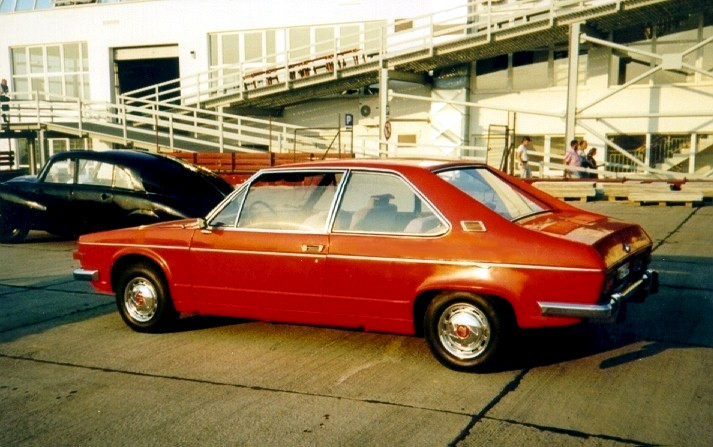

Розробка почалась в 1968 році для заміни старіючої до того часу «Татри-603». Перші прототипи були виготовлені в 1969 році італійською дизайнерською компанією Carrozzeria Alfredo Vignale з використанням ескізних розробок чехословацьких конструкторів. Прототип був вперше показаний на виставці в 1971 році. Спочатку пропонувались два варіанти кузова: седан і 2-дверне купе, в подальшому від останнього відмовились. Серійне виробництво почалось на філіалі заводу «Татра» в місті Пршибор лише в 1974 році, з причини як усунення виявлених дефектів конструкції, так і недостатнього фінансування.
У першу чергу цей автомобіль був призначений для членів партійних і урядових органів ЧССР й інших соціалістичних країн, а також директората великих підприємств. Також партія цих машин була продана в СРСР для потреб КДБ, служби в міліції великих міст і обслуговування номенклатури середнього рангу, яка вже не задовольнялась комфортом і статусом «Волги» ГАЗ-24, але ще не мала можливості отримати службову «Чайку» чи «ЗіЛ». Добре машина була відома й на Заході, куди була продана певна кількість екземплярів (на відміну від «Татри-603», яка експортувалась в обмежених кількостях лише в соціалістичні країни).
Збирання «Татр» була ручною і виключно якісною, а масштаби випуску — відносно невеликі (за весь час було зібрано дещо більше 11 тисяч екземплярів, річний випуск ніколи не перевищував 1000 штук).
У 1979 році на базі «Татри-613» була створена виготовлена експериментальна серія автомобілів вищого класу Tatra 613S, спочатку призначена для вищого партійного керівництва. Ця модифікація відрізнялась подовженою базою, підвищеним комфортом, підвищеною потужністю двигуна, а також — покращеним зовнішнім дизайном. В подальшому були створені також модифікація з кузовом кабріолет, а також поліцейський, пожежний, машина швидкої допомоги і інші варіанти.
Компонування моделі «613», як і в «Татри-603», задньомоторна, однак V8 повітряного охолодження був розміщений не за, а над задньою віссю (по суті — компонування, проміжна між задньо- і середньомоторною), що дозволило досягнути практично ідеального розподілу маси автомобіля по осям — 45 % маси припадало на передню вісь, і, відповідно, 55 % — на задню. Завдяки тому, «Татра-613» стала великим кроком вперед у порівнянні з попередньою моделлю з погляду керованості, стійкості й безпеки. З інших нововведень слід відмітити наявність автономного бензинового обігріву.
Випуск продовжувався до 1996 року, за той час модель перетерпіла 4 модифікації базового варіанта.
Внаслідок фірма намагалась будувати на базі цієї моделі дуже розкішно обладнану «Татру-700» з осучасненим дизайном і 200-сильним двигуном (430 к.с. у спортивній версії), призначену переважно для західноєвропейського ринку (через припинення закупок «Татр» державним апаратом Чехії). Однак, цей проект не мав особливого успіху (було випущено близько 65 автомобілів, продаж яких навіть не окупив витрати на виробництво), і внаслідок «Татра» відійшла від виробництва легкових автомобілів. На сьогоднішній день вона випускає лише вантажівки.
Хоча «Татра-613», як і її післявоєнні попередниці, не були призначені для продажі приватним особам, тим не менше, на відміну від СРСР, бажаючі могли придбати їх (як і будь-які інші автомобілі й механізми, включаючи вантажні й автобуси) після списання першими власниками. Прейскурантна ціна автомобіля «Татра-613» в ЧССР в 1977—1978 році складала 284000 крон (для порівняння, тоді ж ВАЗ-2101 «Жигулі» коштував 58000 крон, ГАЗ-24 «Волга» — 105000 крон, ГАЗ-13 «Чайка» — 118000 крон).

## Двигун
- 3.5L Tatra 613 V8  168/200 к.с.

## Варіанти
- 1974—1980: Tatra 613
- 1980—1984: Tatra 613-2
- 1980—1992: Tatra 613 S (спеціальна, подовжена версія з прямокутними фарами, виготовили 100 автівок)
- 1984—1984: Tatra 613 K (кабріолет, виготовили 3 автомобілі)
- 1984—1985: Tatra 613-2/I
- 1985—1991: Tatra 613-3
- 1991—1996: Tatra 613-4
- 1991—1996: Tatra 613-4 Mi